# Francesc Ferran d'Àustria

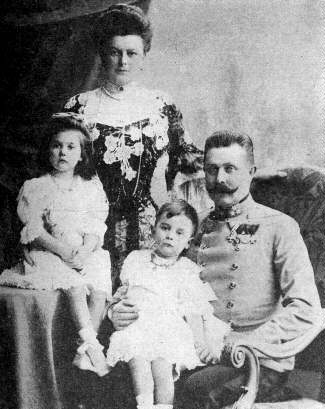
L'arxiduc Francesc Ferran (assegut a la dreta) amb la seva família.

Francesc Ferran d'Àustria, arxiduc d'Àustria (Franz Ferdinand Carl Ludwig Joseph Maria von Österreich-Este) (Graz, 18 de desembre de 1863 - Sarajevo, 28 de juny de 1914). Arxiduc d'Àustria, príncep d'Hongria i de Bohèmia i cap de la Casa reial de Mòdena amb el doble tractament d'altesa imperial i reial, l'any 1889 esdevingué hereu presumpte a la Corona austrohongaresa.

## Biografia
Nascut a la ciutat de Graz, Francesc Ferran era fill de l'arxiduc Carles Lluís d'Àustria i de la princesa Maria de l'Anunciació de Borbó-Dues Sicílies, essent net de l'arxiduc Francesc Carles d'Àustria i de la princesa Sofia de Baviera per part de pare, mentre que per part de mare ho era del rei Ferran II de les Dues Sicílies i de l'arxiduquessa Maria Teresa d'Àustria.
Nebot de l'emperador Francesc Josep I d'Àustria, l'any 1889 esdevingué hereu presumpte a la Corona austrohongaresa quan en l'Incident de Mayerling van morir el príncep Rodolf d'Àustria i la seva amant, la baronessa Mary Vetsera. Rodolf era l'únic fill de l'Emperador Francesc Josep I d'Àustria i l'Emperadriu Elisabet. Se l'imposà la condició de prendre el nom d'Este i millorar el seu italià per si havia assumir el càrrec de governant a Mòdena. Com que tots els implicats eren súbdits de l'emperador Francesc Josep, aquest va haver de donar permís per a això. Per descomptat, estava encantat de fer-ho, i l'arxiduc Francesc Ferran, que estava lluny de ser hereu del tron, va utilitzar el nom d'Àustria-Este a partir d'aleshores. Des de llavors va obtenir una gran influència en l'Imperi, arribant a dominar pràcticament l'exèrcit.
Casat morganàticament amb la duquessa Sofia Chotek von Chotkowa. La parella tingué tres fills:
- SAI la princesa Sofia de Hohenberg, nascuda a Viena el 1901 i morta el 1990. Es casà amb el comte Friederich von Nostitz-Rieneck.
- SAI el duc Maximilià de Hohenberg, nascut a Viena el 1902 i mort el 1962. Es casà amb la comtessa Elizabeth von Waldburg zu Wolfegg und Waldsee.
- SAI el príncep Ernest de Hohenberg, nascut el 1904 i mort el 1954. Es casà amb Maria Teresa Wood.

### Trialisme – federalisme – centralisme
En aquella època, el principal problema polític que tenia plantejada la monarquia austrohongaresa eren les tensions nacionalistes, especialment de les minories eslaves de l'imperi. Francesc Ferran era partidari d'una obertura en aquest sentit, transformant la monarquia dual vigent des del Compromís Austrohongarès de 1867 en una monarquia federal tripartida en la qual els eslaus veiessin reconeguda la seva autonomia amb la fusió de Croàcia, Bòsnia i Dalmàcia en una part separada de l'imperi (Eslàvia del Sud), que competia amb l'interès de Sèrbia a fundar un regne eslau del sud sota el lideratge serbi. Aquests plans i l'ambient públic acalorat van avivar l'odi dels serbis cap a l'hereu al tron i al domini dels Habsburg.
El trialisme (Àustria-Hongria-Eslàvia del Sud) va ser promogut no només pels cercles croats conservadors sinó també per Francesc Ferran, tanmateix, els seus plans de reforma aviat es van desenvolupar en la direcció d'una federalització integral. Els seus plans dirigits contra Hongria es referien principalment a les nacionalitats hongareses, no perquè estiguessin desfavorides socialment i políticament, sinó perquè les considerava lleials a l'estat. No obstant això, el federalisme de les terres de la corona afavorit inicialment per Francesc Ferran, que no tenia en compte les relacions ètniques, amb prou feines va poder assolir aquest objectiu.
Finalment, l'hereu al tron es va convertir en la figura central del moviment de la Gran Àustria, que preveia una federalització de tots els pobles de l'imperi per una base ètnica, tot i que finalment no va poder estar totalment d'acord amb el seu pilar ideològic més pronunciat, el concepte de federalització de Popovici. Tècnicament, Francesc Ferran mai es va comprometre amb cap d'aquests plans, les seves intencions de vegades es contradiuen i sovint eren vagues. Va perseguir una barreja d'un federalisme ètnic i un federalisme històric-tradicional, de vegades tornant al trialisme i defensant una mena de centralisme diluït. A més de l'arxiu polític de la cancelleria militar a l'arxiu judicial i estatal, hi ha una àmplia documentació dels seus plans i els dels seus assessors al castell d'Artstetten.

### Assassinat
El 1914 Francesc Ferran d'Àustria es trobava a Sarajevo per a presidir unes maniobres militars i el grup nacionalista serbi Mlada Bosna (Jove Bòsnia) que defensava l'ús de la violència amb l'objectiu que l'imperi austrohongarès abandonés Bòsnia per unificar-se amb Sèrbia va enviar sis assassins, amb pistoles i bombes, per a matar l'arxiduc. El pla era, tirar la bomba o disparar i suïcidar-se, perquè no els poguessin capturar, i així, no delatar-ne els companys. Els sis conspiradors es van posar al llarg de tot el trajecte de l'arxiduc, però només dos van poder fer servir les armes, Nedelko Cabrijnovic i Gavrilo Princip, els altres, sigui per nervis o perquè hi havia un policia a prop o perquè les seves armes van fallar, no van poder complir el seu comès. Cabrijnovic va llançar la seva bomba amb la mala sort que va anar a parar al capó del cotxe de l'arxiduc, fent que la bomba rebotés i acabés a sota del cotxe de darrere i es va prendre una càpsula de cianur en mal estat, per la qual cosa no li va fer efecte i el van detenir. Per culpa de l'intent d'assassinat fallint, l'arxiduc, a última hora va decidir anar a l'hospital a veure els afectats de la bomba, en contra dels consells dels seus companys. I va ser anant cap a l'hospital, quan el cotxe estava aturat, que per casualitat Gavrilo Princip passava per allà, i en veure l'hereu i la seva esposa tan a prop seu no va voler desaprofitar aquesta oportunitat i va efectuar dos trets, un va ferir l'arxiduc al coll i l'altre va ferir la seva dona a l'estómac. Després d'això, es va intentar suïcidar, però les persones que es trobaven al seu voltant li ho van impedir i el van detenir. 

### Crisi de juliol
Com que l'assassí era militant de l'organització nacionalista sèrbia Jove Bòsnia, el govern austríac va culpar Sèrbia del regicidi. Per això, va exigir al govern serbi la repressió de les accions antiaustríaques llançades des del seu territori, l'autorització perquè la policia austríaca participés en la investigació de l'atemptat a Sèrbia i el càstig dels responsables. Tanmateix, la negativa sèrbia a satisfer les demandes austríaques de l'Ultimàtum de juliol al·legant que violava la seva sobirania nacional, va ser el detonant per a l'esclat de la Primera Guerra Mundial (1914-1918), ja que aquest fet desencadenà el joc d'aliances pel qual Alemanya donaria suport a Àustria-Hongria; i Rússia, França i la Gran Bretanya recolzarien Sèrbia.
Després de la mort de l'hereu al tron el 1914, el nom d'Àustria-Este va passar al nebot besat de Francesc Ferran, l'arxiduc Robert, fill del posterior emperador Carles. L'arxiu de la família Este es va incorporar a l'Arxiu de la Casa, la Cort i l'Estat el 1915, i una part va haver de ser lliurat a Itàlia el 1921. Com tota la propietat privada dels Habsburg, la propietat estesa va ser expropiada per la recentment fundada República d'Àustria.

## Caràcter
L'historiador alemany Michael Freund va descriure Francesc Ferran d'Àustria com «un home d'energia sense inspiració, fosc en aparença i emoció, que irradiava una aura d'estranyesa i projectava una ombra de violència i imprudència... una veritable personalitat enmig de l'amable inanitat que caracteritzava la societat austríaca en aquest moment». Com va dir el seu admirador en algun moment Karl Kraus, «no era qui et saludés... no va sentir cap compulsió d'arribar a la regió inexplorada que els vienesos anomenen el seu cor». Les relacions amb l'emperador Francesc Josep I d'Àustria eren tenses; el servent personal de l'emperador va recordar a les seves memòries que els trons i els llamps sempre s'ensorraven quan tenien les seves discussions. la conservació arquitectònica (on va ser Protector) revelen el que qualificar de conservadorisme colèric. L'historiador italià Leo Valiani va fer la següent descripció.
| « | Francesc Ferran era un príncep d'inclinacions absolutistes, però tenia certs dots intel·lectuals i una serietat moral indubtable. Un dels seus projectes —tot i que pel seu temperament impacient, sospitós, gairebé histèric, el seu compromís amb ell i els mètodes amb què es proposava de dur-lo a terme, sovint canviava— era consolidar l'estructura de l'estat i l'autoritat i la popularitat de la Corona, de la qual veia clarament que depenia el destí de la dinastia, abolint, si no que ell volia mantenir la dominació dels militars alemanys, que ell volia mantenir els militars. tot i que volia disminuir-ho en l'administració civil, sens dubte el poder molt més pesat dels magiars sobre les nacionalitats eslaves i romaneses que el 1848–49 havien salvat la dinastia en un combat armat amb la revolució hongaresa. El baró Albert von Margutti, ajudant de camp de Francesc Josep I, li va dir l'any 1895 que Francesc Ferran i –amb una coherència notable en vista dels canvis que es van produir en els anys intermedis– de nou el 1913, tenia la intenció de restablir un govern central fort: aquest objectiu, creia, només es podia assolir mitjançant la concessió simultània d'una àmplia autonomia administrativa a totes les nacionalitats de la monarquia. En una carta de l'1 de febrer de 1913 a Leopold Berchtold, el ministre d'Afers Exteriors, en la qual donava les seves raons per no voler la guerra amb Sèrbia, Francesc Ferran d'Àustria deia que «l'irredemptisme al nostre país ... cessarà immediatament si els nostres eslaus reben una vida còmoda, justa i bona» en comptes de ser trepitjats pels hongaresos. Deu ser això el que va fer que Berchtold, en un esbós de personatges de Francesc Ferran escrit deu anys després de la seva mort, digués que, si hagués succeït al tron, hauria intentat substituir el sistema dual per una federació supranacional. | » |

Després de l'assassinat de Francesc Ferran d'Àustria i Sophie el 1914, Maria Valèria d'Àustria, la filla de l'emperador Francesc Josep I d'Àustria, va observar que el seu pare havia dipositat més confiança en el nou hereu designat, el seu nebot, l'arxiduc Carles. L'emperador va confessar a la seva filla sobre l'assassinat, afirmant: «Per a mi, és un alleujament d'una gran preocupació».

## Visions polítiques

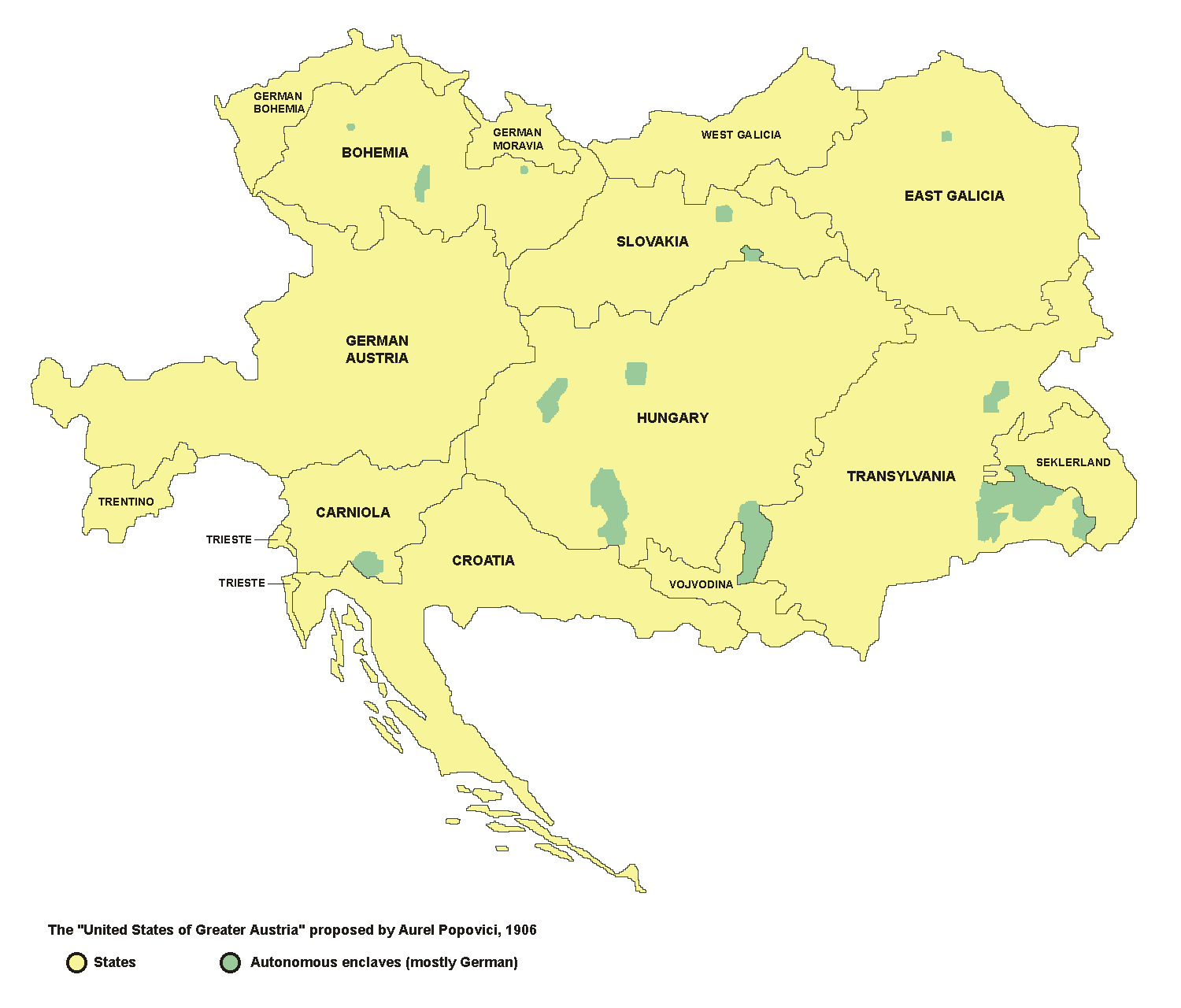
Mapa de la federalització d'Àustria-Hongria planificada per l'arxiduc Francesc Ferran, els estats membres amb governs separats

«Les tres pedres angulars de la convicció política de Ferran eren el clericalisme, les opinions antidemocràtiques i l'antihongarès», i la base de la seva visió del món era que «la política és una qüestió només del governant, mentre que el poble, les masses han d'obeir». Francesc Ferran d'Àustria es va queixar sovint que a Hongria predominava la glorificació de l'heroi revolucionari Lajos Kossuth, la decadència del principi monàrquic i el domini dels francmaçons i del poble jueu. Els historiadors no han estat d'acord sobre com caracteritzar les filosofies polítiques de Francesc Ferran d'Àustria, alguns atribueixen opinions generalment liberals sobre les nacionalitats de l'Imperi, mentre que altres han posat èmfasi en el seu centralisme dinàstic, el conservadorisme catòlic i la tendència a enfrontar-se amb altres líders.
Va defensar la concessió d'una major autonomia als grups ètnics dins de l'Imperi i abordar els seus greuges, especialment els txecs a Bohèmia i els pobles eslaus del sud de Croàcia i Bòsnia, que havien quedat fora del Compromís austrohongarès de 1867. No obstant això, els seus sentiments cap als hongaresos eren menys generosos, sovint descrits com a antipatia. Per exemple, l'any 1904 va escriure que «Els hongaresos són tots plegats, independentment de si són ministre o duc, cardenal o burgès, camperol, hússar, criat domèstic o revolucionari», i fins i tot va considerar István Tisza com un revolucionari i traïdor patentat. Considerava el nacionalisme hongarès com una amenaça revolucionària per a la dinastia dels Habsburg i es va enfadar quan els oficials del 9è Regiment d'Hússars (que ell comandava) parlaven hongarès en la seva presència– malgrat que era la llengua oficial del regiment. A més, considerava la branca hongaresa de l'exèrcit de la Monarquia Dual, l’Honvédség, com una força poc fiable i potencialment amenaçadora dins de l'Imperi, queixant-se del fracàs dels hongaresos en proporcionar fons per a l'exèrcit conjunt  i oposar-se a la formació d'unitats d'artilleria dins de les forces hongareses.
També va defensar un enfocament prudent cap a Sèrbia– tancant repetidament les banyes amb Franz Conrad von Hötzendorf, el cap de línia dura de l’Estat Major Austrohongarès de Viena, advertint que un tracte dur a Sèrbia portaria Àustria-Hongria a un conflicte obert amb Rússia, a la ruïna d'ambdós imperis.
Es va sentir decebut quan Àustria-Hongria no va actuar com a gran potència, com durant la Rebel·lió dels Bòxers el 1900. Altres nacions, incloent, en la seva descripció, «estats nans com Bèlgica i Portugal», tenien soldats estacionats a la Xina, però Àustria-Hongria no. No obstant això, Àustria-Hongria va participar en l’Aliança de les Vuit Nacions per suprimir els Boxers, i va enviar soldats com a part de la força de socors internacional.
Francesc Ferran d'Àustria va ser un partidari destacat i influent de la marina austrohongaresa en una època en què el poder marítim no era una prioritat en la política exterior austríaca i la marina era relativament poc coneguda o recolzada pel públic. Després del seu assassinat el 1914, la Marina va homenatjar Francesc Ferran d'Àustria i la seva dona amb una mentida a l'estat a bord de l'SMS Viribus Unitis.

## Commemoracions

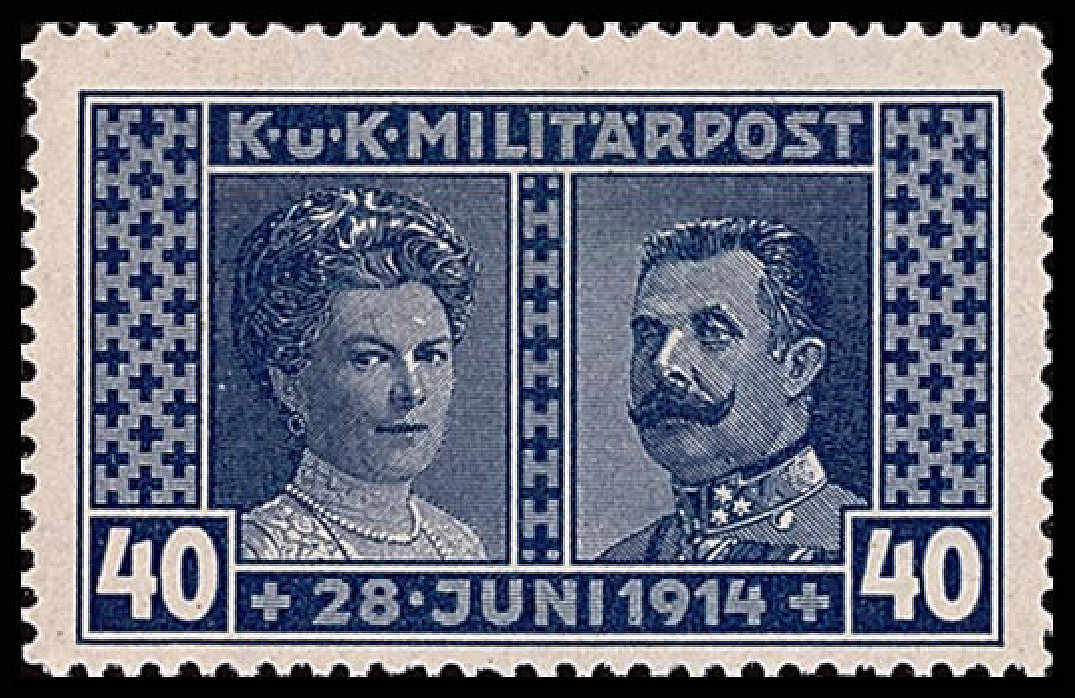
Segell postal commemoratiu (Àustria-Hongria)

Les províncies de Bòsnia i Hercegovina, administrades militarment van emetre un segell commemoratiu en 1917 amb les imatges de la parella, tres anys després del magnicidi.
L'arxiduc Francesc Ferran d'Àustria i el seu castell d'Artstetten van ser seleccionats com a motiu principal per a la moneda commemorativa austríaca de 10 euros, encunyada el 13 d'octubre de 2004. El revers mostra l'entrada a la cripta de la família Hohenberg. Hi ha dos retrats a continuació, que mostren l'arxiduc Francesc Ferran d'Àustria i la seva dona Sofia, duquessa de Hohenberg.